# Pseudagrion helenae
Pseudagrion helenae – gatunek ważki z rodziny łątkowatych (Coenagrionidae).